# 17世紀から1840年代のスポーツ
17世紀から1840年代のスポーツ（17せいきから1840ねんだいのスポーツ）に関する主要な出来事、人物を掲載する。

## 総合競技大会
- 1604年または1612年 - コッツウォルドオリンピック始まる（-1852年）
- 1643年 - コッツウォルドオリンピック中断
- 1660年 - コッツウォルドオリンピック復活
- 1834年 - 第1回スカンジナビアオリンピック
- 1836年 - 第2回スカンジナビアオリンピック

## 個人競技
- 1740年 - イギリス最初の海水浴場、スカボローに開設
- 1760年 - パリで最初の水泳場開設
- 1783年 - モンゴルフィエ兄弟、熱気球を製作
- 1797年 - パリで世界最初のパラシュート降下実施
- 1810年 - オーストリアの士官E・プフェル、ヨーロッパ最初の水泳学校をプラハに設立
- 1816年 - イギリスで初めての陸上競技クラブとして「ネクトン・ギルド」設立
- 1837年8月26日 - ロンドンで初めての水泳競技会開催

## 球技
- 1603年 - イングランド王ジェームズ1世、エディンバラのメインにゴルフ道具製作の許可証を授与
- 1608年 - 世界で最初のゴルフクラブ「ロイヤルブラックヒース」結成
- 1700年 - イートン・カレッジでクリケット実施
- 1744年 - エジンバラのゴルフクラブ「ジェントルマン・ゴルファーズ・オブ・リース」、最初のゴルフ規則を作成
- 1754年 - スコットランドでロイヤル・アンド・エンシェント・ゴルフクラブ・オブ・セント・アンドリュース創立
- 1787年 - イングランドでメリルボーン・クリケット・クラブ創立
- 1802年 - イギリスでイートン・ハロー校間の第1回対抗クリケット試合開催
- 1823年 - ラグビースクールで球技ラグビーの原型が生まれる
- 1838年6月4日 - カナダ・オンタリオ州のビーチビルで、現代に近い形式での野球の試合が行われた。カナダの野球の起源とされる。
- 1845年 - ニューヨークでニッカーボッカー・ベースボールクラブが結成され、現代野球の原型ができる
- 1846年6月19日 - カートライトルールによる初の野球試合行なわれる

## 水上・氷上競技
- 1661年 - 世界最初のヨットレース開催
- 1763年 - 記録に残る最古のスピードスケート競技会開催
- 1829年6月10日 - 第1回オックスフォード・ケンブリッジ大学対抗レガッタ開催
- 1833年 - イギリス女王杯を争うヨット競技、初めてワイト島で開催
- 1839年5月10日 - テムズ川で開かれるヘンレー・レガッタの参加規程として、初めてアマチュア規定が設けられる

## 競馬
- 1711年 - アン女王によってロイヤルアスコット開催が始められる
- 1715年 - フライングチルダーズ誕生
- 1750年 - イングランドでジョッキークラブ創立
- 1764年 - エクリプス誕生
- 1766年 - タタソールズ社が創設
- 1766年 - 第1回ドンカスターカップ開催
- 1773年 - ジェームズ・ウェザビーがレーシングカレンダーを出版
- 1774年 - ハイフライヤー誕生
- 1776年9月24日 - 第1回セントレジャーステークス開催
- 1779年5月14日 - 第1回エプソムオークス開催
- 1780年5月4日 - 第1回エプソムダービー開催
- 1791年 - ジェネラルスタッドブック創刊
- 1795年 - ニューマーケットでブックメーカーができる
- 1807年 - 第1回アスコットゴールドカップ開催
- 1809年4月18日 - 第1回2000ギニー開催
- 1814年 - 第1回1000ギニー開催
- 1836年 - 第1回ジョッケクルブ賞開催
- 1839年2月26日 - 第1回グランドナショナル開催

## 武術・格闘技
- 1606年 - 京都三十三間堂で通矢始まる
- 1642年 - 江戸浅草に三十三間堂が建ち、通矢始まる
- 1645年 - 宮本武蔵、『五輪書』（1643年完成説あり）
- 1718年 - ジェームズ・フィグ、ロンドンで剣術とボクシングを公演
- 1726年（享保4年） - 初代木村庄之助の名前が番付に載る
- 1743年 - ジャック・ブロートン、最初のボクシング規則を作成
- 1757年（宝暦7年10月） - 江戸相撲、縦一枚番付を発行
- 1760年 - イギリスで公開のボクシング禁止
- 1767年（明和4年） - 初代式守伊之助の名前が番付に載る
- 1789年（寛政元年） - 谷風梶之助、小野川喜三郎に横綱免許
- 1805年3月16日（文化2年2月16日）勧進相撲の九龍山扉平、四ツ車大八、藤ノ戸善八、鳶人足と喧嘩（「め組の喧嘩」）
- 1828年（文政11年）
  - 2月 - 阿武松緑之助、吉田司家から横綱免許
  - 7月 - 稲妻雷五郎、京都五条家から横綱免許
- 1830年（文政13年9月） - 稲妻雷五郎、吉田司家から横綱免許
- 1842年（天保13年） - 不知火諾右衛門、横綱免許
- 1845年（弘化2年） - 秀ノ山雷五郎、横綱免許

## その他のスポーツ
- 1617年 - チェスターの司教モートン、イングランド王ジェームズ1世のすすめで『スポーツの書』を作成
- 1649年 - クロムウェルの共和政治で、日曜日のスポーツが禁止される
- 1700年 - 『新英語辞典』で、「スポーツマン sportsman」を定義
- 1707年 - スペイン・セビリアで最初の闘牛場が建設される
- 1791年 - ロンドンで近代スポーツジャーナリズムの始まりである『スポーティング・マガジン』発刊
- 1798年 - デンマークのナハテガル、世界最初の体操クラブ「Gymnastische Gesellschaft in Kopenhagen」を結成
- 1804年8月25日 - デンマーク、軍隊体育指導者養成のための軍隊体育学校を設立、F・ナハテガルが校長
- 1811年7月 - ドイツのヤーン、ハーゼンハイデに体育施設を設置し、体育活動を本格的に始める
- 1813年5月5日 - スウェーデンのリングの請願が、国王により許可され、王立中央体育学校が設立、校長となる
- 1820年1月2日 - ドイツでヤーン体育の禁止令出る

## 人物

### 1500年から1750年生まれ
- アントニオ・スカイノ（1524年 - 1612年、球戯師範）
- ヒエロニムス・メルクリアリス（1530年 - 1606年、『体育論』の著者）
- アルカンジェ・ツカロ（1538年頃 - 1616年頃、運動師範）
- 柳生宗矩（1571年（元亀2年） - 1646年5月11日（正保3年3月26日）、剣術家）
- ロバート・ドーバー（1575年 - 1641年、スポーツのパトロン）
- 宮本武蔵（1584年（天正12年）? – 1645年6月13日（正保2年5月19日）、剣術家）
- アン (イギリス女王)（1665年2月6日 - 1714年5月1日、アスコット競馬場の創設者）
- ジェームズ・フィッグ（1695年 - 1734年、イギリスのボクサー）
- ジャック・ブロートン（1703年 - 1789年1月8日、イギリスのボクサー）
- 綾川五郎次（1703年（元禄16年）頃? - 1765年3月14日（明和2年1月23日）、力士）
- 丸山権太左衛門（1713年（正徳3年） - 1749年12月23日（寛延2年11月14日）、力士）
- リチャード・ニューランド（1718年3月2日 - 1791年5月29日、イギリスのクリケット選手）
- ジェームズ・クック（1728年 - 1779年、探検家）
- エドワード・スティーヴンス（1735年 - 1819年9月7日、イギリスのクリケット選手）
- ジョン・スモール（1737年 - 1826年12月31日、イギリスのクリケット選手）
- トーマス・ブレット（1747年 - 1809年、イギリスのクリケット選手）
- 2代谷風梶之助（1750年9月8日（寛延3年8月8日） - 1795年2月27日（寛政7年1月9日）、力士）

### 1751年から1800年生まれ
- 小野川喜三郎（1758年（宝暦8年） - 1806年4月30日（文化3年3月12日）、力士）
- ヨハン・クリストフ・グーツ・ムーツ（1759年8月9日 - 1839年5月21日、ドイツの教育者、近代体育の祖）
- トーマス・ウォーカー（1762年11月16日 - 1831年3月1日、イギリスのクリケット選手）
- ビル・リッチモンド（1763年 - 1829年12月28日、アメリカのボクサー）
- ダニエル・メンドーザ（1764年7月5日 - 1836年9月3日、イギリスのボクサー）
- フランシス・バックル（1766年 - 1832年、イギリスの騎手）
- 雷電爲右エ門（1767年（明和4年） - 1825年4月9日（文政8年2月21日）、力士）
- ペール・ヘンリック・リング（1776年 - 1839年、スウェーデン体操の創始者）
- フランツ・ナハテガル（1777年 - 1847年、デンマーク体育の祖）
- フリードリッヒ･ルートヴィヒ･ヤーン（1778年8月11日 - 1852年10月15日、ドイツ体操の創始者）
- トム・クライブ（1781年 - 1848年5月11日、イギリスのボクサー）
- フランシス・チェスニー（1789年3月16日 - 1872年1月30日、イギリス、探検家）
- 千葉周作（1793年（寛政5年）? - 1856年1月17日（安政2年12月10日）、剣術家）
- 阿武松緑之助（1794年（寛政6年）? - 1852年1月20日（嘉永4年12月29日）、力士）
- ジャック・ランドール（1794年11月25日 - 1828年3月12日、イギリスのボクサー）
- トーマス・アーノルド（1795年 - 1842年、ラグビー校校長）
- トム・スプリング（1795年2月22日 - 1851年8月20日、イギリスのボクサー）
- ウィリアム・クラーク（1798年12月24日 - 1856年8月25日、イギリスのクリケット選手）
- ジェイムズ・クラーク・ロス（1800年4月15日 - 1862年4月3日、イギリスの探検家）
- ジェム・ワード（1800年12月26日 - 1884年4月3日、イギリスのボクサー）

### 1801年から1825年生まれ
- 1801年（享和元年） - 不知火諾右衛門（熊本県、相撲、+1854年）
- 1802年（享和2年） - 稲妻雷五郎（茨城県、相撲、+1877年)
- 1806年8月22日 - チャールズ・ワーズワース（イギリス、ボート、+1892年）
- 1806年11月24日 - ウィリアム・ウェッブ・エリス（イギリス、ラグビー、+1872年）
- 1808年（文化5年） - 秀ノ山雷五郎（宮城県、相撲、1862年）
- 1808年3月8日 - チャールズ・メリヴェイル（イギリス、ボート、+1893年）
- 1809年 - ジェームズ・バーク（イギリス、ボクシング、+1845年）
- 1811年10月18日 - ウィリアム・トンプソン（イギリス、ボクシング、+1880年）
- 1812年7月5日 - ハリー・クラスパー（イギリス、ボート、+1870年）
- 1813年3月19日 - デービッド・リビングストン（イギリス、探検家、+1873年）
- 1813年8月16日 - ピーター・ウォーバートン（イギリス、探検家、+1889年）
- 1815年3月22日 - ベン・カウント（イギリス、ボクシング、+1861年）
- 1818年3月12日（文政元年2月6日） - 松浦武四郎（三重県、探検家、+1888年）
- 1820年4月17日 - アレキサンダー・カートライト（アメリカ、野球、+1892年）
- 1821年6月16日 - トム・モリス・シニア（イギリス、ゴルフ、+1908年）
- 1822年（文政5年） - 雲龍久吉（福岡県、相撲、+1890年）
- 1824年10月5日 - ヘンリー・チャドウィック（アメリカ、野球、+1908年）
- 1825年（文政8年） - 不知火光右衛門（熊本県、相撲、+1879年）
- 1825年6月10日 - ソンドレ・ノールハイム（ノルウェー、スキー、+1897年）

### 1826年から1839年生まれ
- 1826年（文政9年）? - 鬼面山谷五郎（岐阜県、相撲、+1871年）
- 1826年5月25日 - トーマス・セイヤーズ（イギリス、ボクシング、+1865年）
- 1827年5月4日 - ジョン・ハニング・スピーク（イギリス、探検家、+1864年）
- 1829年6月4日（文政12年5月3日） - 陣幕久五郎（島根県、相撲、+1903年）
- 1831年2月12日 - ジョン・モリッシー（アメリカ、ボクシング、+1878年）
- 1831年4月8日 - ジェム・メイス（イギリス、ボクシング、+1910年）
- 1832年 - ウォルター・ウィングフィールド（イギリス、テニス、+1912年）
- 1832年10月23日 - ウィリアム・ハルバート（アメリカ、野球、+1882年）
- 1833年5月21日 - ジョン・ジャクソン（イギリス、クリケット、+1901年）
- 1833年5月2日 - ジョン・C・ヒーナン（アメリカ、ボクシング、+1873年）
- 1835年1月10日 - ハリー・ライト（アメリカ、野球、+1895年）
- 1835年3月15日（天保6年2月17日） - 高橋泥舟（東京都、剣術家、+1903年）
- 1835年8月14日 - トーマス・キング（イギリス、ボクシング、+1888年）
- 1835年8月19日 - トーマス・ウェントワース・ウィルス（オーストラリア、クリケット、オージーボール、+1880年）
- 1836年2月29日 - ディッキー・ピアース（アメリカ、野球、+1908年）
- 1837年12月26日 - モーガン・バークリー（アメリカ、野球、+1922年）
- 1838年1月23日 - ベン・シャイブ（アメリカ、野球、+1922年）
- 1839年3月31日 - ニコライ・プルジェワルスキー（ロシア、探検家、+1888年）

### 1840年代生まれ
- 1840年4月27日 - エドワード・ウィンパー（イギリス、登山家、+1911年）
- 1840年5月25日 - アル・リーチ（アメリカ、野球、+1928年）
- 1840年9月12日 - ニコラス・ヤング（アメリカ、野球、+1916年）
- 1841年1月28日 - ヘンリー・モートン・スタンリー（アメリカ、探検家、+1904年）
- 1841年5月28日（天保12年4月8日） - 境川浪右エ門（千葉県、相撲、+1887年）
- 1842年10月14日 - ジョー・スタート（アメリカ、野球、+1927年）
- 1843年2月12日 - ジョン・グラハム・チャンバース（イギリス、ボート、+1883年）
- 1844年7月20日 - 第9代クイーンズベリー侯爵ジョン・ダグラス（イギリス、ボクシング、+1900年）
- 1845年1月31日 - ボブ・ファーガソン（アメリカ、野球、+1894年）
- 1845年3月16日（弘化2年2月9日） - 梅ヶ谷藤太郎 (初代)（福岡県、相撲、+1928年）
- 1845年5月25日 - リップ・パイク（アメリカ、野球、+1893年）
- 1847年1月28日 - ジョージ・ライト（アメリカ、野球、+1937年）
- 1847年10月20日 - オスカー・スバーン（スウェーデン、射撃、+1927年）
- 1847年12月7日 - ディーコン・ホワイト（アメリカ、野球、+1939年）
- 1848年7月18日 - W・G・グレース（イギリス、クリケット、+1915年）
- 1848年10月18日 - キャンディー・カミングス（アメリカ、野球、+1924年）
- 1849年8月30日 - カルビン・マクベイ（アメリカ、野球、+1926年）
- 1849年12月14日 - O・P・ケイラー（アメリカ、野球、+1897年）